# 张有才
张有才，中国人民解放军少将。
1990年，授少将军衔，担任解放军电子工程学院院长。1994年10月，任中国人民解放军总参谋部电子对抗部部长。